# Troelsgaard
Troelsgaard er et ældre, jysk efternavn med rod i Nordjylland (fra Thy). Efternavnet er ikke videre udbredt i Danmark, dog er det velkendt i visse musikkredse, da guitaristen fra det danske indierockband Dúné bærer efternavnet Troelsgaard.
| Slægtsnavne | Spire Denne artikel om et slægtsnavn er en spire som bør udbygges. Du er velkommen til at hjælpe Wikipedia ved at udvide den. |